# Liostraca ansata
Liostraca ansata är en skalbaggsart som beskrevs av Oliver Erichson Janson 1925. Liostraca ansata ingår i släktet Liostraca och familjen Cetoniidae. Inga underarter finns listade i Catalogue of Life.